# Cuișoare

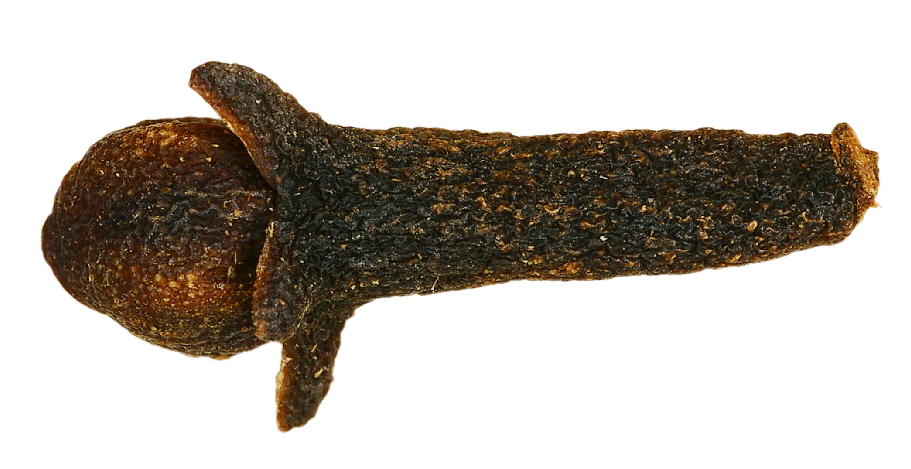
Mugur uscat de Syzygium aromaticum.

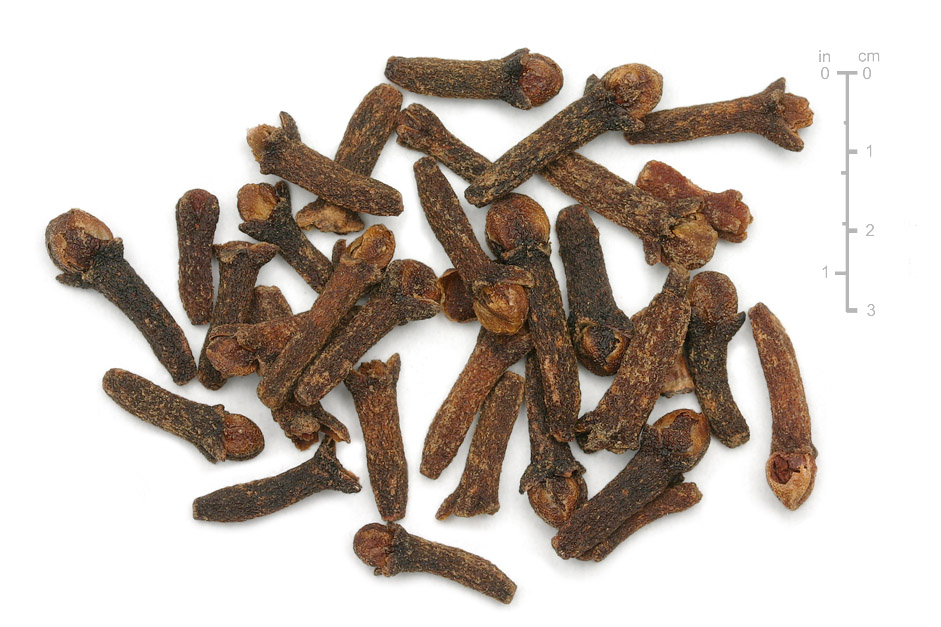
Cuișoare

Cuișoarele sunt un condiment obținut din mugurii floriferi ai unui arbore exotic (Caryophyllus aromaticus, Eugenia caryophyllata sau Syzygium aromaticum) din familia mirtaceelor, care mai include printre altele mirtul și eucaliptul. Arborele este originar din Insulele Moluce ale Indoneziei, dar în prezent este cultivat și în alte regiuni tropicale sau ecuatoriale, în special în Asia și Africa. Pentru păstrare mugurii sunt uscați și au forma unor mici cuie, de unde și denumirea; uneori cuișoarele sunt măcinate și comercializate sub formă de pulbere. Principalul producător este Indonezia, cu 70–80% din producția mondială, urmată de Madagascar, Tanzania, Sri Lanka și altele.

## Istoric
Întrebuințarea cuișoarelor se pierde în negura timpului. Au început să fie transportate și comercializate în restul Asiei și în Europa încă înainte de Hristos, când singurii arbori Syzygium aromaticum se găseau exclusiv în „Insulele Mirodeniilor”, adică Insulele Moluce (Maluku) din Indonezia. Astfel, arheologii au descoperit, la situl arheologic Terqa (vechea Mesopotamie, azi în Siria), un vas ceramic conținînd un cuișor și alte obiecte incinerate, datate cu o bună precize în jurul anului 1721 î.Hr, ceea ce sugerează existența unui comerț timpuriu între Orientul Apropiat și Asia de Sud-Est, posibil prin intermediul indienilor.
Epopeea indiană Ramayana, scrisă cândva în jurul anului 200 î.Hr., face referiri la cuișoare. Acestea sunt menționate și în timpul dinastiei Han din China (206 î.Hr. – 220 d.Hr.), când erau mestecate pentru a da respirației un miros plăcut.
În Imperiul Roman și în Grecia Antică cuișoarele, piperul, nucșoara și alte mirodenii erau la mare preț. Comerțul cu mirodenii din Oceanul Indian, foarte profitabil, s-a aflat începând cu Evul Mediu în mâinile arabilor, portughezilor și apoi ale olandezilor. Abia târziu, în 1770, francezii au reușit să introducă în Maurițius cultura arborelui de cuișoare; au urmat insulele Caraibe, Guiana, Brazilia și Zanzibarul.

## Utilizare
Cuișoarele sunt utilizate în principal în alimentație, de exemplu la prepararea vinului fiert, a unor ceaiuri sau la numeroase sosuri din bucătăria indiană.
Alte utilizări sunt în medicina tradițională chineză, în aromoterapie și adesea sub formă de ulei în tratarea unor afecțiuni. Proprietățile antiseptice și anestezice sînt cunoscute de multă vreme și au dus la întrebuințarea cuișoarelor în combaterea durerilor dentare.
În Indonezia se confecționează țigaretele parfumate kretek din tutun, cuișoare și alte substanțe aromatizante, inventate de Haji Jamahri la începutul anilor 1880 pentru a ameliora simptomele astmei de care suferea; efectul benefic se datorează inhalării eugenolului din compoziția cuișoarelor. În prezent mai mult de jumătate din producția de cuișoare a Indoneziei se folosește pentru fabricarea acestor țigarete, care în această țară sunt preferate de circa 90% din fumători.